# Cooke-Sasseville
Cooke-Sasseville est un duo  d'artistes contemporains et postmodernes québécois, formé de Jean-François Cooke et Pierre Sasseville, fondé à Québec en 2000,. Le collectif expose ses œuvres dans plusieurs galeries au Québec et à l’étranger. Basées sur la sculpture et l'installation, les œuvres de Cooke-Sasseville consistent principalement en des projets d'art public à Québec et à Montréal, et aussi en Alberta et en Colombie-Britannique. Ils ont participé à des expositions, des événements et des résidences au Québec, au Mexique et en Europe.
Parmi ses réalisations passées, on compte sa participation à des événements collectifs tels que la première Triennale québécoise, en 2008, et la création en 2010 de Manif d'art, la biennale de Québec (sous le commissariat de la rédactrice en chef de la revue internationale d'art contemporain Art Papers, Sylvie Fortin). Des œuvres majeures de Theirs ont été créées dans le cadre de la Politique d'intégration des arts à l'architecture (une politique du gouvernement du Québec pour l’intégration des arts à l’architecture), comme « Prendre le pouls », inaugurée en 2014 à l’Université McGill à Montréal, ainsi que « La Rencontre », installée en 2017 au parc Jean-Béliveau, devant le Centre Vidéotron à Québec.

## Historique
Jean-François Cooke est né à Chicoutimi en 1974 et Pierre Sasseville à Québec en 1978. Tous deux sont titulaires d'une maîtrise en arts visuels de l'Université Laval. Les deux artistes se rencontrent pour la première fois en 1997, au début de leurs études de premier cycle, alors qu'ils s'apprêtent à suivre le même cours à l'École des arts visuels de l'Université Laval. Ils travaillent ensemble depuis 2000. Leur première œuvre collaborative remonte à la fin de leurs études de premier cycle et est présentée au festival DécouvrArts de Cap-Rouge, en réaction à un règlement de la mairesse de la ville qui oblige à l'époque les propriétaires de chats à tenir leur animal en laisse à l'extérieur. L'œuvre, démontée par l'équipe du festival, est un photomontage posé sur un support vibrant, qui représente la mairesse de la ville entourée de chats avec la mairie en arrière-plan. En 2017, leur célèbre œuvre « La rencontre » est installée au parc Jean-Béliveau, devant le Centre Vidéotron à Québec. Selon Cooke et Sasseville, il s'agissait, jusqu'alors, de l'œuvre d'art publique de l'histoire du Québec ayant le budget le plus élevé jamais réalisé.

## Production artistique
Leur travail artistique consiste entre autres en une quinzaine d’expositions solo de 2002 à 2023 et d'une quinzaine d'événements collectifs au Québec et à l’étranger, de 2000 à 2021. De plus, certaines réalisations font partie d'une dizaine de collections d’œuvres d'art, tant publiques que privées. Enfin, ils ont à leur actif une quarantaine d’œuvres d'art public, principalement au Québec, mais aussi à Surrey en Colombie-Britannique et à St-Albert, en Alberta.

### Processus artistique

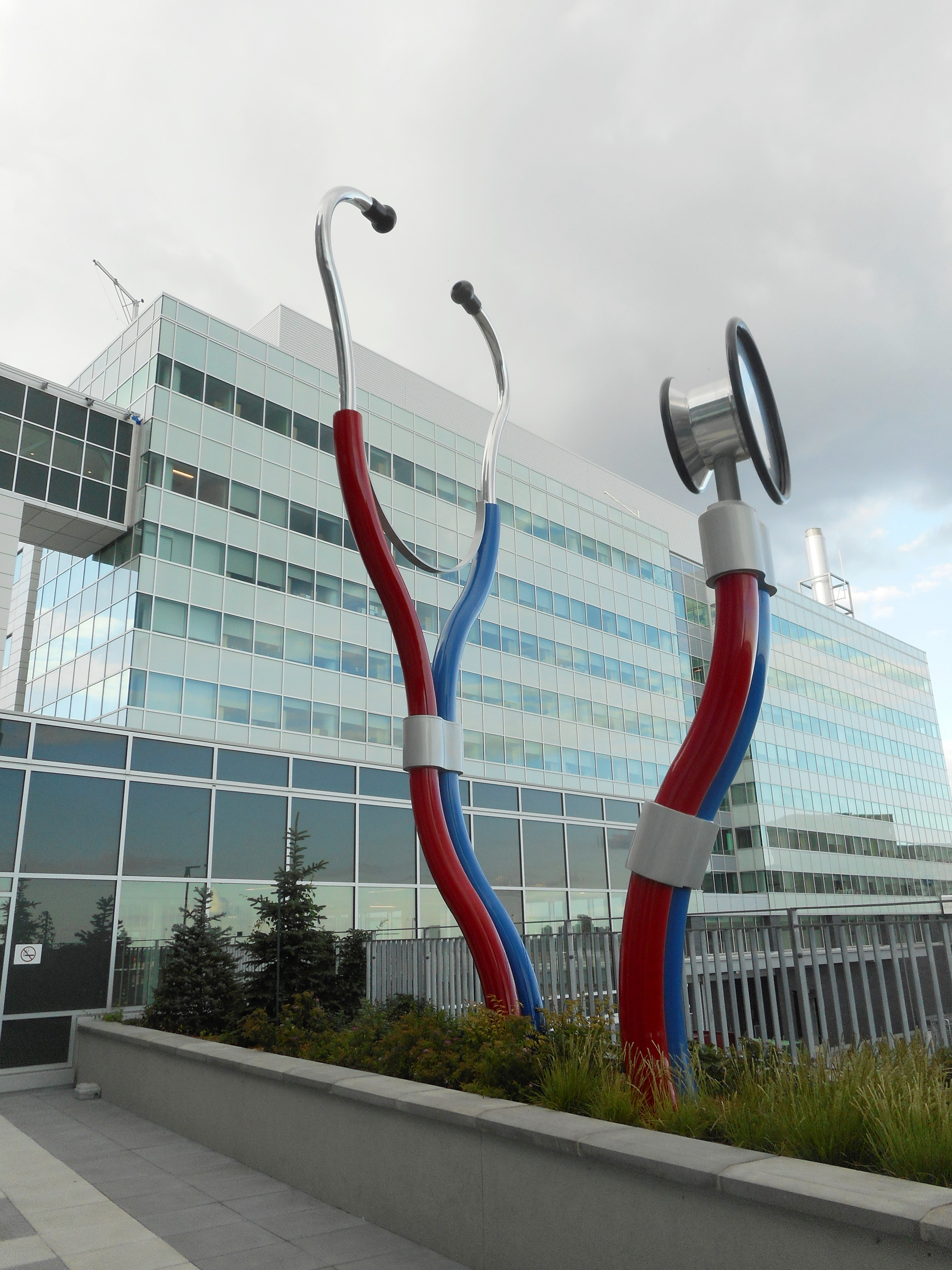
Prendre le pouls (2014), sur le Site Glen, au Centre universitaire de santé McGill à Montréal.

L'opuscule « Cooke-Sasseville: État mortifère - Les deux pieds dans le patrimoine » affirme que le duo est « reconnu pour son œuvre sculpturale humoristique et à l’exubérance irrévérencieuse [et] évolue sur la scène artistique nationale depuis une vingtaine d’années. Leur univers, volontiers déjanté, hétéroclite et polymorphe, oscille constamment entre absurdité et exaltation, entre émerveillement bon enfant et humour noir. Au-delà de la simple blague, leur art comporte plusieurs niveaux de lecture, et s’ancre dans la spécificité québécoise en collectionnant les clins d’oeil à l’histoire de l’art, à la culture populaire et à l’actualité politico-économique. »
Pour définir le style de Cooke-Sasseville, Anne-Marie Bouchard, conservatrice de l'art moderne au Musée national des beaux-arts du Québec, écrit pour sa part que les deux artistes « puisent leur inspiration à même la construction médiatique de mythes contemporains », et que cette inspiration « se manifeste dans la forme délibérément pop des installations de Cooke-Sasseville, assumant sa postmodernité en jouant sur le pastiche, sur les discrépances entre formes et fonctions, sur le détournement de matériaux usuels et sur la vulgarité affichée de certaines propositions comme repousoir au discours savant ».
Leur évolution créative leur a permis de développer une démarche porteuse de réflexion sur la condition de l'artiste, l'aliénation, la culture publicitaire et le rapport entre l'art et la banalité. Le duo expérimente toutes sortes de matériaux, dont l'aluminium, le bronze, l'acier inoxydable, le béton et la peinture électrostatique. Par l'humour et la provocation, ils abordent divers sujets tels que la sexualité, la religion, la politique ou encore le marché de l'art. Les deux artistes se réclament de l'artiste londonien Damien Hirst ou encore de l'italien Maurizio Cattelan, dans un esprit iconoclaste.

Les éléments qui composent leurs diverses œuvres appartiennent au commun et au banal, facilement identifiables par le spectateur. Les animaux, en particulier les chevreuils, sont monnaie courante dans leur travail. Pour leurs pièces publiques, ils ont travaillé en collaboration avec des équipes de gestion de projet, des architectes, des paysagistes et des ingénieurs, parfois même en embauchant un gestionnaire de projet pour les aider sur les aspects communication et logistique. À propos de leur démarche, Anne-Marie Bouchard ajoute: 

« Cooke-Sasseville assume une relation constante avec les codes les plus accessibles de la culture occidentale. Jouant parfois le jeu des pratiques d’embellissement ou d'ornementation du paysage architectural, les œuvres d'art public de Cooke-Sasseville ambitionnent néanmoins de mettre en valeur le caractère structurant des institutions publiques. […] Alliant humour et imagerie populaire, les œuvres du duo se veulent de véritables déclarations sur la capacité de l’art à interagir avec les autres sphères de la vie urbaine. »

### Œuvres choisies
SILENCE, ON COULE, 2005 : Les organes génitaux masculins et féminins de l'installation sont juxtaposés à des adjectifs évoquant des stratégies publicitaires (« performante », « robuste » et « séduisant », par exemple).
AUX PIEDS LA TÊTE, 2006 : Des figures de mode décapitées, découpées et collées en deux dimensions, issues de prospectus publicitaires, sont exposées au mur, reliées par des lignes rouge vif conférant un « potentiel de subversion dadaïste à des jeux architecturaux et publicitaires dignes d'El Lissitzky en un monde de fétichisme abstrait rappelant les œuvres de Piet Mondrian ».
VOUS PENSEZ TROP, N'Y PENSEZ PAS, 2006 : Les mots « Vous pensez trop, n'y pensez pas » sont affichés au mur en noir et rouge, « martèle de son côté un message auto-invalidé manifestant la vacuité dangereuse du relativisme ambiant ».
LE NOUVEAU MONDE, 2006 : Des animaux de basse-cour faits de maïs soufflé représentent une « critique des politiques discutables  de l'agriculture québécoise qui font de la vallée du Saint-Laurent un vaste champ de maïs (parsemé de porcheries) ».
MOURIR ENFIN, 2010 : Les sculptures d'enfants en pyjama de grands magasins « [font] référence à l'univers des adultes, aux souvenirs conservés, mais tordus par le temps, d'un mélange de boîtes à musique, de carrousel, de maison hantée et de lanceur de couteaux, étrangement synthétisés. En proie à un éternal tournoiement au-dessus du sol, les enfants échappent encore pour quelque temps à la conscience adulte du monde qui se manifeste sous la forme d'une fixation sur un sol éternellement entaché de l'irréparable. »
LE PETIT GÂTEAU D'OR, 2010 : La sculpture d'un petit gâteau doré serti de pierres précieuses commente « le statut de la denrée périssable comme forme sacrée désormais monumentale » et « met en évidence la nature éphémère de la valeur, cette dernière n'existant qu'à travers l'acte de foi, la répétition et surtout au moyen d'un échange de capital ».
LA VIE EN ROSE, 2010 : Les sculptures de flamants roses « [remet] en cause la relation entre la valeur symbolique de l'objet et celle des matériaux qui le constituent ».
CIRCULATION, 2015 : Cette sculpture en deux parties est située au Grandview Heights Aquatic Centre. Les tuyaux, inspirés des tuyaux de la piscine, sont peints en rouge et en bleu pour représenter la circulation sanguine. Du côté ouest du Centre, un faon boit à un robinet fixé aux tuyaux. Du côté nord, plusieurs cerfs ressemblant à de l'eau émergent d'autres tuyaux, laissant entendre que les sculptures se connectent quelque part sous le bâtiment. Ces éléments reflètent les rôles du Centre aquatique à la fois comme lieu de loisirs et de compétition, le faon symbolisant la jeunesse et le jeu, tandis que le cerf symbolise l'âge adulte et le sport. Leur lien imaginaire implique que le travail et le jeu sont tous deux des composantes d'un mode de vie sain.
SUIVRE SON COURS, 2017 : Un crayon à mine est attaché par un serre-câble à un pissenlit, représentant potentiellement l'éducation agissant comme un tuteur pour une fleur en croissance.
LA RENCONTRE, 2017 : Probablement l'une de leurs sculptures les plus connues, ces deux cerfs face à face évoquent les thèmes de l'équilibre, de la réflexion, de la confrontation et de la nordicité. Installé devant la place Jean-Béliveau, juste en face du Centre Vidéotron, le duo s'engage une fois de plus dans la finalité du lieu, simplement la rencontre avec soi-même, la rencontre avec l'autre, le face à face, la recherche d'équilibre vécue dans un environnement animé et festif.
LES GARDIENS, 2018 : L'œil humain est intimement lié au phare dans l'imagerie populaire puisqu'ils suggèrent ensemble l'idée paradoxale de voir et d'être vu. Installé sur un immense tuyau d'acier coloré qui semble sortir du sol, ce gigantesque globe oculaire orné d'un chapeau de marin tourne sur lui-même, représentant une vue panoramique sur le milieu environnant.
MIGRATION, 2018 : À travers un jeu d'échelles et de formes, cette installation sculpturale relie deux symboles du Canada emblématiques : l'oie et la gerbe de blé. Les oies vivent partout sur le territoire et symbolisent la vie communautaire, la force du groupe et la migration. Quant à la gerbe de blé, elle illustre l'importance de l'agriculture dans le développement économique et social du pays.
BATTRE LE SENTIER, 2021 : Installée au zoo sauvage de Saint-Félicien, l'œuvre représente des cerfs colorés défiant la gravité sur un poteau métallique, un rappel à la faune et à la flore environnantes du zoo.

## Liste d'œuvres

### Art public

#### 2004 à 2010
- La ville aux animaux (œuvre éphémère), 2004, esplanade de la Place-des-Arts, Montréal.
- Les inséparables, 2008, école primaire Beausoleil, Québec.
- De vous à moi, 2009, parc linéaire de la rivière Saint-Charles, Québec[29].

- Refaire surface, 2010, Complexe sportif multidisciplinaire de L’Ancienne-Lorette[30].

#### 2011
- Point de mire, Parc Gosselin, Thetford Mines[31].

- Le mélomane, parc Joseph-François-Perrault, Montréal[32].

- Mélangez le tout, Centre Jean-Claude-Malépart, Montréal[33].

#### 2013
- Le passe-temps, Massif de Charlevoix Ski Resort, Petite-Rivière-Saint-François[34].

- La conciliation des contraintes, Domaine Forget de Charlevoix, Saint-Irénée, QC[35].

#### 2014
- L'Odyssée, quartier du Petit-Champlain, Québec[36],[37].

- Tapis rouge, salle de spectacle de Gaspé, Gaspé[38].

- Première classe, école primaire Everest, Québec[39].
- Prendre le pouls, site Glen, Centre universitaire de santé McGill, Montréal[40].

#### 2015

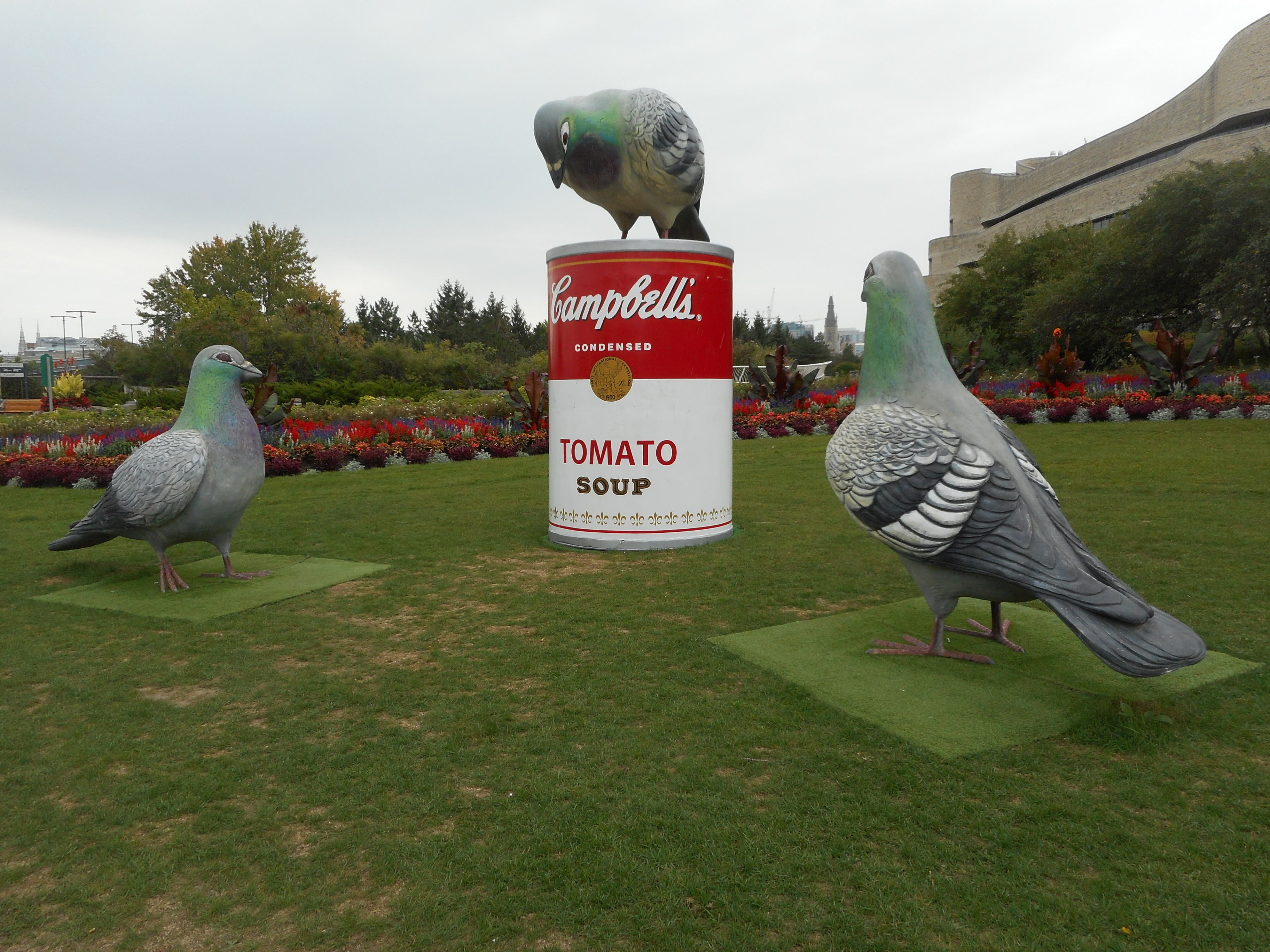
L'odyssée (2014), dans le quartier du Petit Champlain à Québec.

- L'attraction, Gare fluviale de Lévis[41].

- Circulation, Grandview Heights Aquatic Center, Surrey, BC[42].
- De l'eau sur le feu, place St-Thomas-De-Villeneuve, Québec[43].

#### 2016
- La croisée des chemins, terminal de croisière Quai-A Lepage, La Baie[44],[45].

#### 2017
- Suivre son cours, nouvelle école primaire de Val-Bélair[46].

- La trajectoire, centre communautaire du jardin, Québec[47].

- La rencontre, Place Jean-Béliveau, Québec[48],[49].

#### 2018
- Les gardiens, œuvre d'art public éphémère, Place des Canotiers, Québec, QC et au parc du Lieu historique national du chantier A.C. Davie à Lévis[50],[51].
- Migration, rond-point de la rue Sainte-Anne, Saint-Albert, Alberta[52].

- Le banquet, parc des loisirs de Château-Richer[53].

#### 2020
- La multiplication des neurones, Cégep de Rivière-du-Loup, Rivière-du-Loup[54].
- L'accord, poste de la Sûreté du Québec, Saint-Georges-de-Beauce[55].

#### 2021
- Le fruit maudit, œuvre d'art public éphémère au parc de la Maison O’Neill[56].
- Révéler ses couleurs, Polyvalente Le Boisé, Victoriaville[57].
- Le Parcours, Pavillon du parc de la Pointe-aux-Lièvres, Québec.
- Jeux de clés, Stade de la Cité des jeunes, Rivière-du-Loup[58].
- Dessine-moi une chenille, Parc Bardy, Québec[59].
- Battre le sentier, Zoo sauvage de Saint-Félicien, Saint-Félicien.

#### 2022
- Bâtir le monde, nouvelle école secondaire à Gatineau[60].

- Trouver son sens, Hôpital de Gaspé.

### Expositions

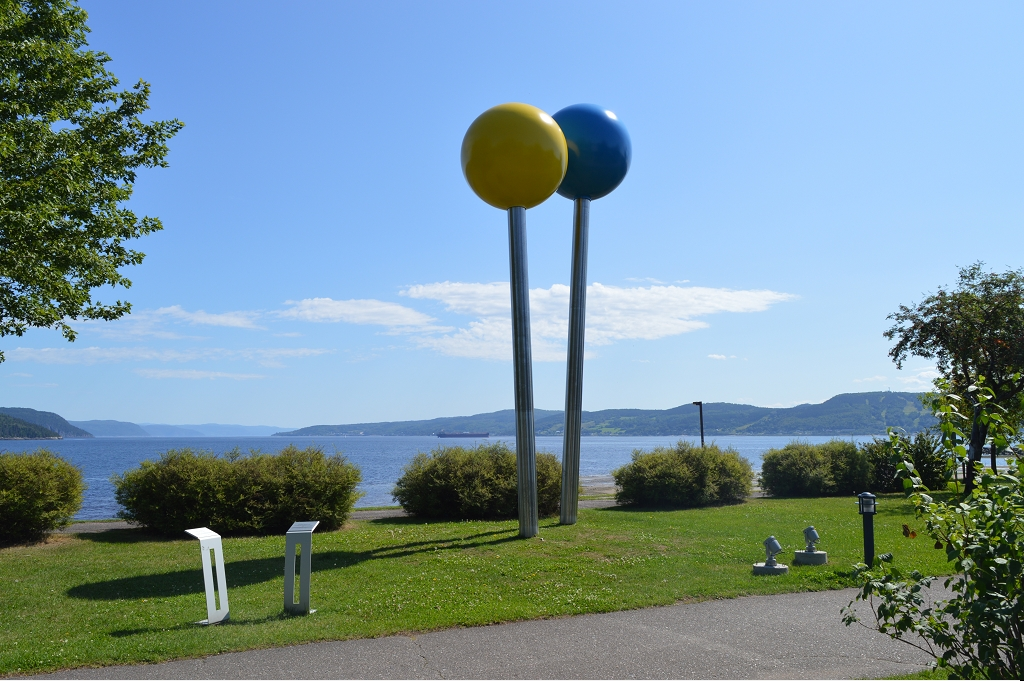
La croisée des chemins (2016) au Quai A-Lepage à La Baie.

Le duo d'artistes Cooke-Sasseville participe à de nombreuses expositions au Québec et à l'étranger depuis les années 2000. Voici une liste non exhaustive.

#### 2000
Exercice de consommation, évènement Vie-trine, Saguenay

#### 2001
Le Buisson ardant, Rouje - Arts et événements, Québec

#### 2002
- Sacré Cerveau, Rouje - Arts et événements, Québec[61]
- 256 pieds carrés de bonheur, événement Artbord, Saguenay[62]

#### 2003
- Le Mur des Lamentations, Centre d'artiste Langage Plus, Alma[63]
- L'Envie, Manif d'art 2, Québec[64],[65]
- Le Boggie, évènement Kits de manifestation, Folie/Culture, Québec[66]

#### 2004
- La ville aux animaux, esplanade de la Place des Arts, Montréal[67]
- La Vache perdue, exposition indépendante Massacre à la scie, Québec, commissaires Josée Landry Sirois, Catherine Plaisance et Eugénie Cliche[68]
- La Famille Élargie, 8e édition du Festival de théâtre de rue de Shawinigan

#### 2005
- Le Plus beau jour de ma vie, Centre d'art Skol, Montréal ; L'Œil de Poisson, Québec[69]
- Zone de défoulement divin, Urbaine urbanité III, Parc Saint-Aloysius, Montréal
- Silence, on coule, exposition C'est arrivé près de chez vous, Musée national des beaux-arts du Québec[70],[71], Québec
- Cooke-Sasseville, Demi-Dieux, événement Créer avec un artiste, Musée national des beaux-arts du Québec, Québec

#### 2006
- Le Nouveau Monde, Orange - L’événement d’art actuel de Saint-Hyacinthe.
- Aux pieds la tête, Espace Virtuel, Saguenay.
- Allée simple, Journées de la culture, Parc des Champs-de-Bataille, Québec[72].
- Vous pensez trop, n'y pensez pas, Espace Virtuel, Saguenay.
- Vous faites pitié à voir, Centre d'art Skol, Montréal; Rouje - Art et événements, Québec

#### 2008

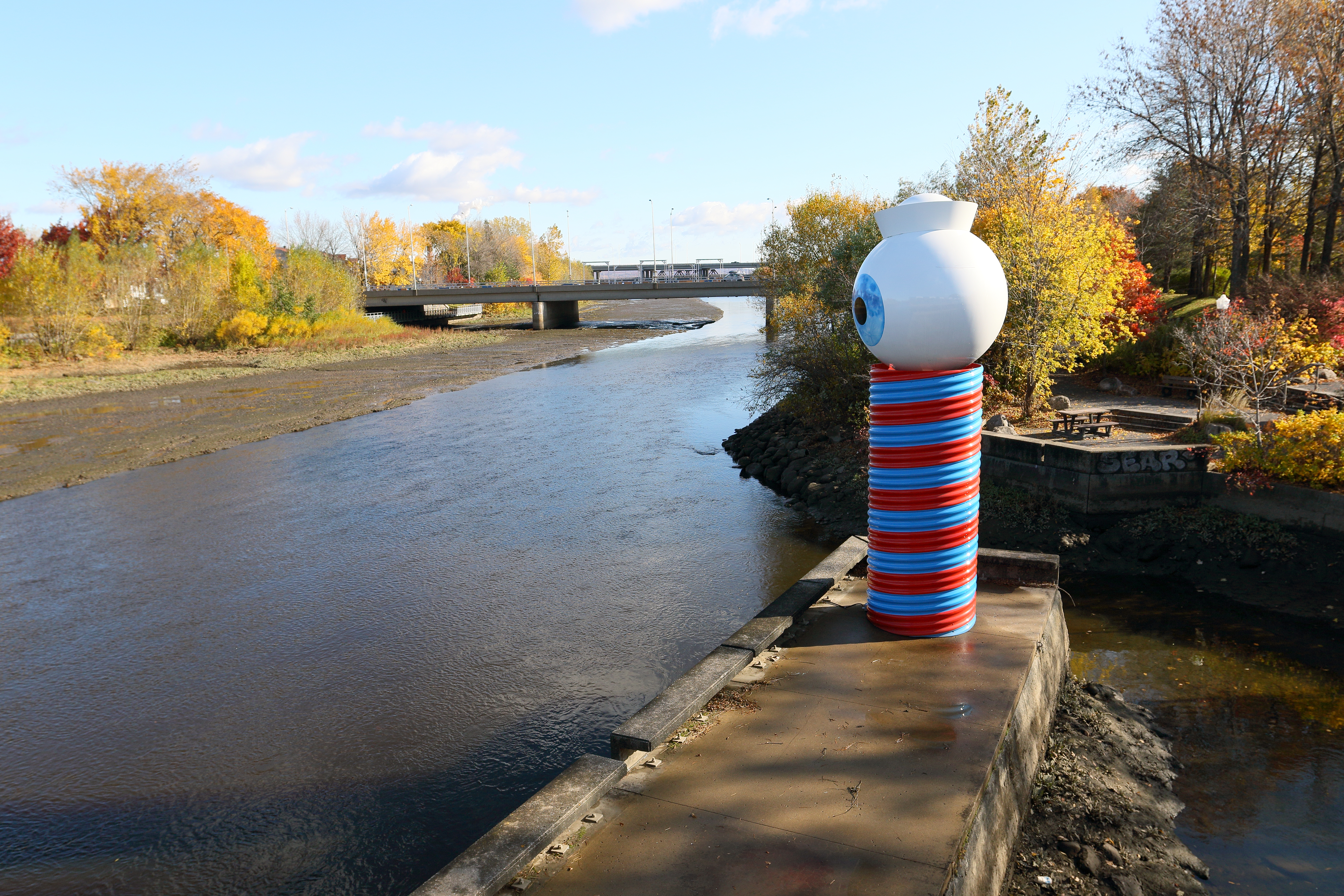
Les Gardiens (2018), une œuvre éphémère qui était située à la Place des canotiers à Québec et sur le site historique du Chantier Davie à Lévis.

- Si j'avais su…, Plein Sud, Longueuil[73]
- Parlez-en à votre médecin, Salon des métiers d'art de Montréal.
- Dérapage et Rire Jaune, Musée de la civilisation, Québec
- Jeu de blocs, Musée d'art contemporain de Montréal[74],[75]
- Victoire sur la banane, Québec Gold - Palais du Tau (Reims)[76], France
- Les Domestiques, Repérage, Collection Loto-Québec, Manif d'art 4, Québec.

#### 2010
- La Vie en rose, Centre d'artiste Regart, Lévis; Art Souterrain, Montréal
- Série LVG (Lunette Van Gogh), Art Mûr, Montréal
- Mourir enfin, Manif d'art 5, Québec
- Le Petit gâteau d'or, Art Mûr[77],[78], Montréal.

#### 2013
- Cooke-Sasseville : Patrimoine bâti, Art Mûr, Montréal.

### Scénographie
- 2018 : Bonne retraite Jocelyne, texte et mise en scène de Fabien Cloutier[79].
- 2012 : La pêche miraculeuse, en collaboration avec Fabien Cloutier, Carrefour international de théâtre, Québec[80].
- 2008 : Festival Folk de Québec, habillage de scènes, Québec.

## Prix et récompenses
- 2018 : Mérite d’architecture de la Ville de Québec, catégorie Œuvre d’art[81].
- 2012 : Mélangez-tout, prix Art public, Gala des arts visuels, Association des galeries d'art contemporain (AGAC)[82].
- 2004 : La ville aux animaux, lauréat du Concours d’œuvre d’art éphémère de la Place des Arts de Montréal.
- 2003 à 2021 : récipiendaire d'une quinzaine de bourses et de financements en appui à la recherche et la création du Conseil des arts du Canada, du Conseil des arts et des lettres du Québec, de la ville de Québec et de Loto Québec.

## Galerie photos

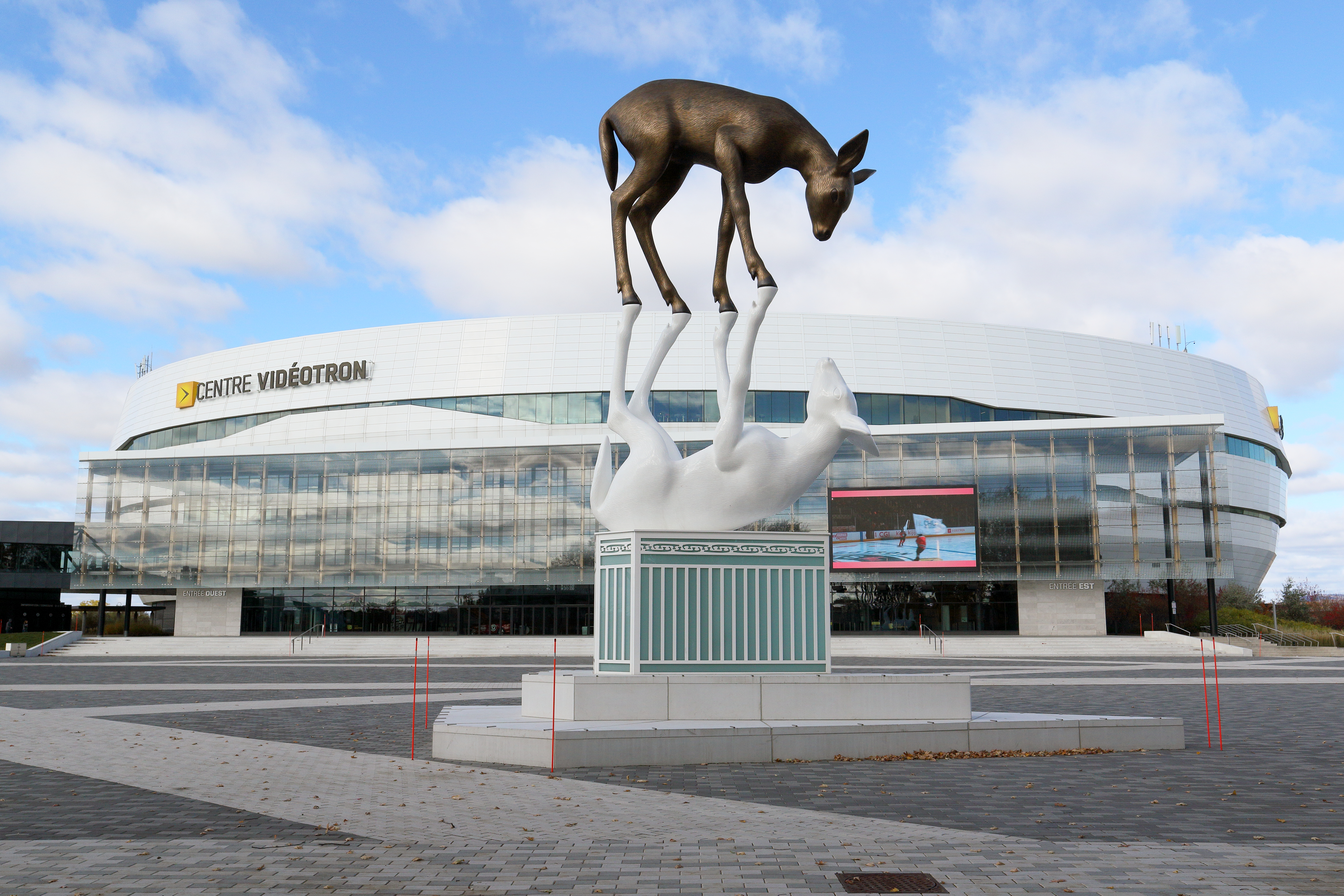
La rencontre (2017), place Jean-Béliveau à Québec.
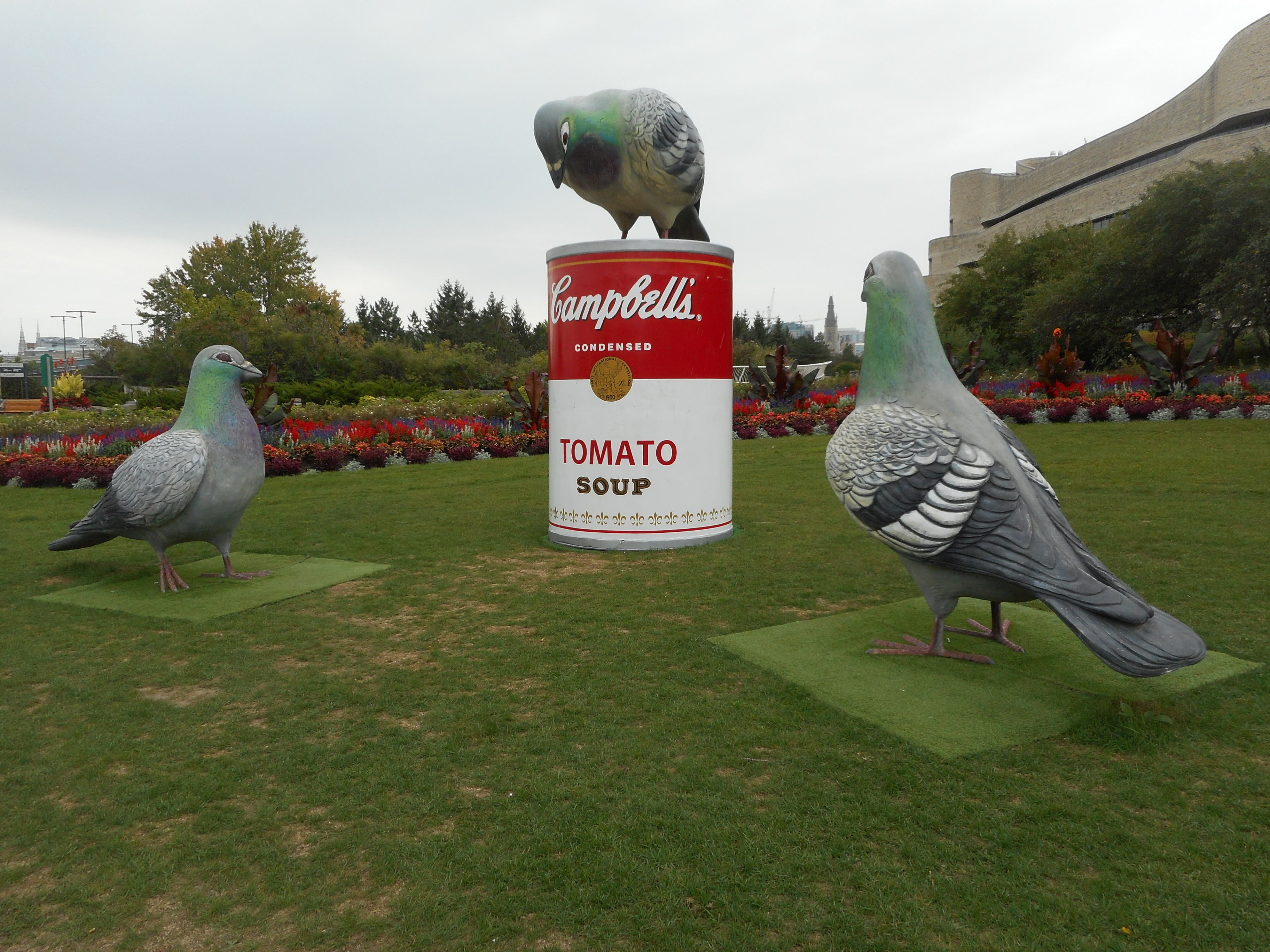
L'odyssée (2014), quartier Petit-Champlain à Québec.
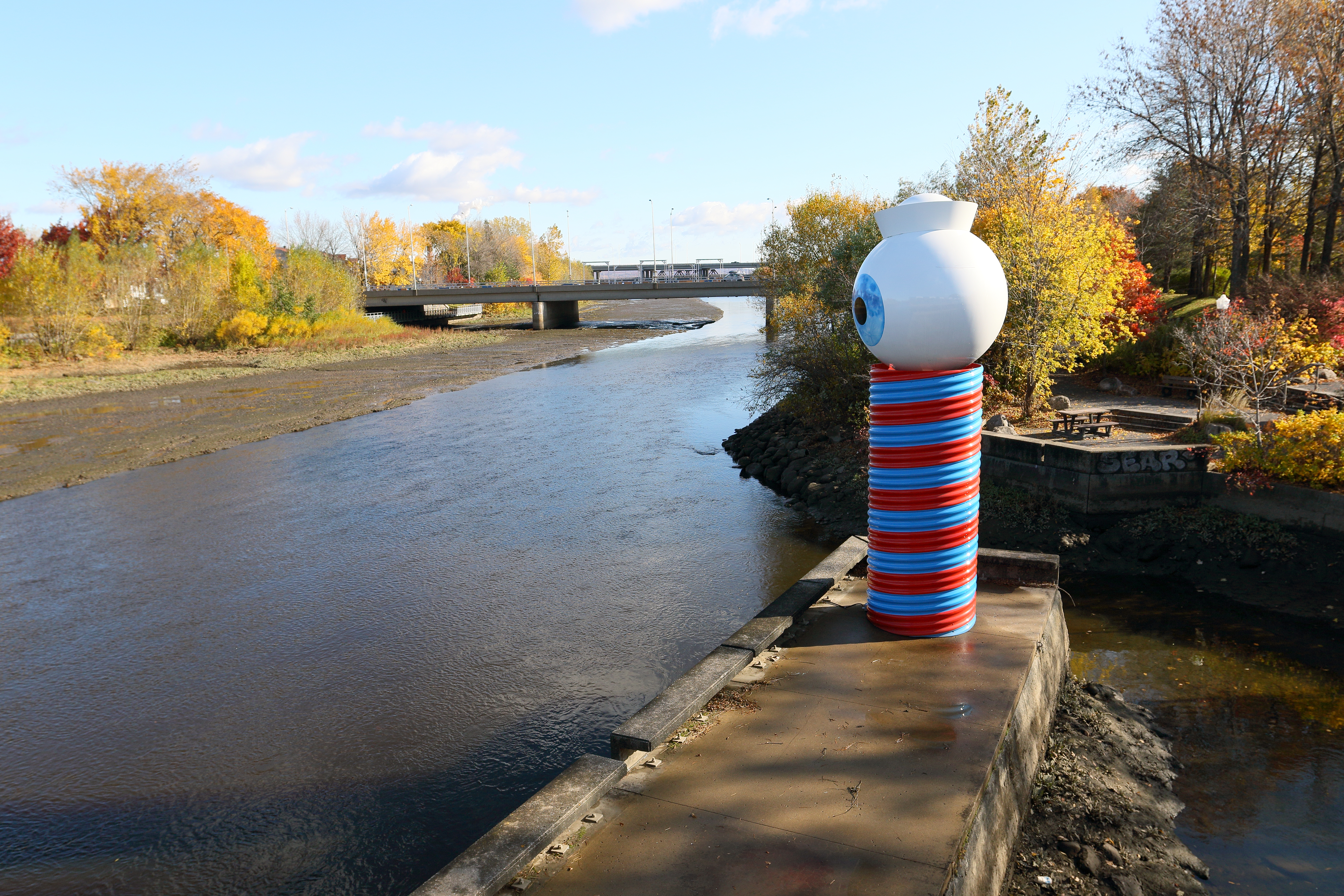
Les Gardiens (2018), une œuvre éphémère qui était situé à la Place des Canotiers Québec et sur le site historique du Chantier Davie à Lévis
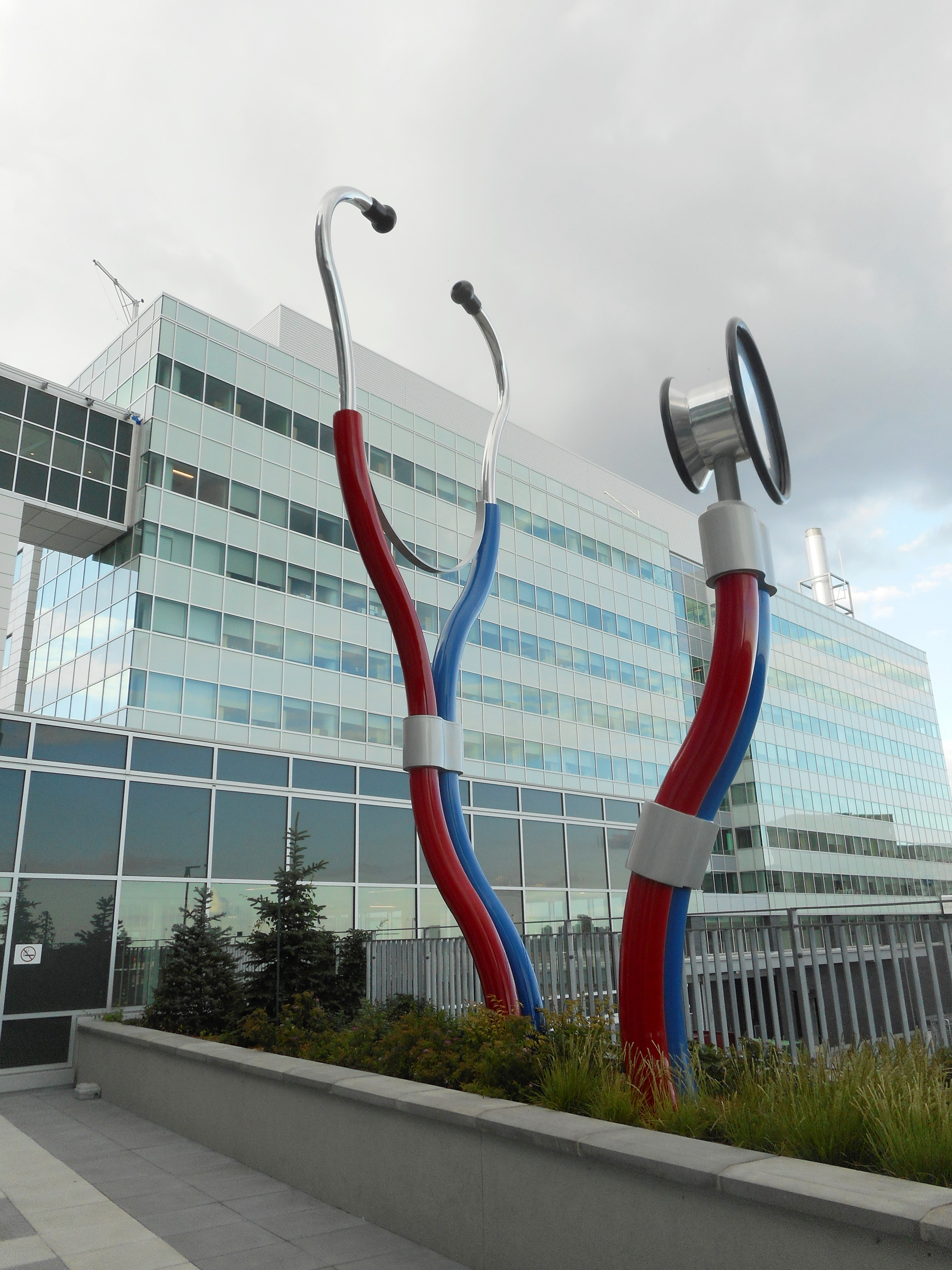
Prendre le pouls (2014), site Glen du Centre universitaire de santé McGill à Montréal.
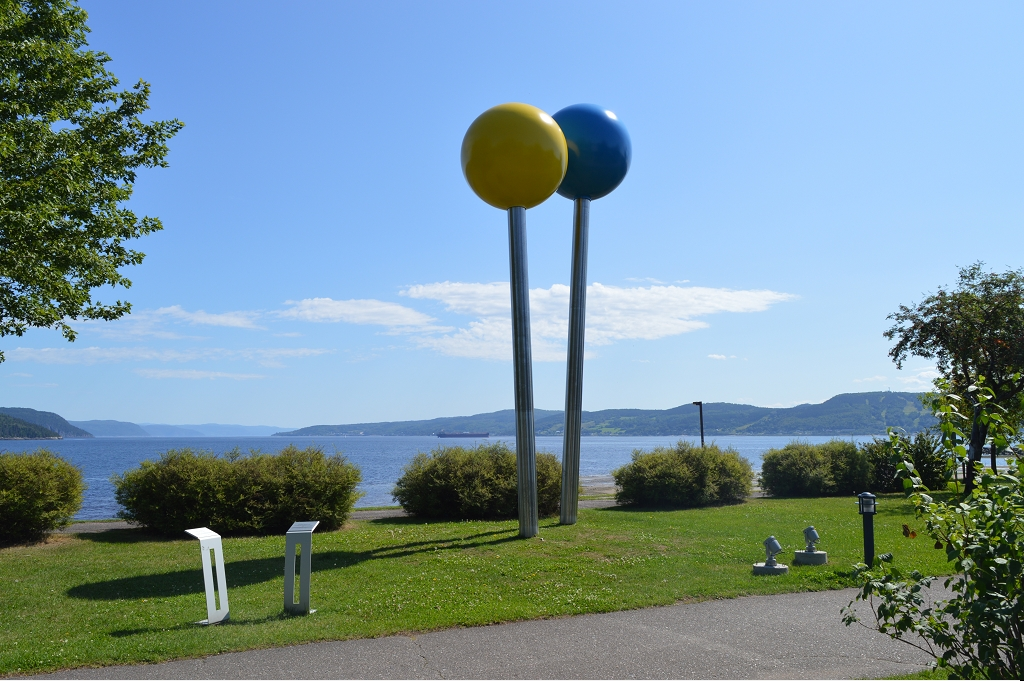
La croisée des chemins (2016), terminal de croisière Quai A-Lepage à La Baie.